# Coupe de l'IHF masculine 1988-1989
Navigation
Coupe de l'IHF 1987-1988 Coupe de l'IHF 1989-1990
La Coupe de l'IHF 1988-1989 est la 8e édition de la Coupe de l'IHF, aujourd'hui appelée Ligue européenne.
Organisée par la Fédération internationale de handball (IHF), la compétition est ouverte à 25 clubs masculins de handball de fédérations européennes membres de l'IHF. Ces clubs sont qualifiés en fonction de leurs résultats dans leur pays d'origine lors de la saison 1987-1988.
Elle est remportée par le club ouest-allemand du TuRu Düsseldorf, vainqueur en finale du club est-allemand du ASKV Francfort/Oder.

## Présentation
En principe, les clubs vainqueurs de leur championnat national participent à la Coupe des clubs champions (C1) et ceux vainqueurs de leur coupe nationale participent à la Coupe des vainqueurs de coupe (C2).
Les clubs qui participent à cette compétition sont donc généralement ceux ayant terminé deuxième ou troisième de leur championnat national ou éventuellement les finalistes de leur coupe nationale.
Toutes les rencontres se déroulent en matchs aller-retour.
Cinq clubs sont exemptés du tour préliminaire, en lien avec l'édition précédente : 
- le HC Minaur Baia Mare, en tant que vainqueur,
- le SKIF Krasnodar, du fait de la présence en finale du Granitas Kaunas,
- le TSV St. Otmar Saint-Gall, du fait de sa présence en demi-finale,
- le CD Cajamadrid, du fait de la présence en demi-finale du FC Barcelone,
- le Hellerup IK Copenhague, du fait de sa présence en quart de finale,
- le ASKV Francfort/Oder, du fait de sa présence en quart de finale,
- le USM Gagny, du fait de la présence en quart de finale de l'USAM Nîmes.

Le club grec du Mas Mea-Elveta est donc le seul club qui ne profite pas de la présence en quart de finale du Fílippos Véria.

## Résultats

### Tour préliminaire
Les résultats du tour préliminaire sont :
| Équipe 1              | Score   | Équipe 2             | Aller | Retour |
| --------------------- | ------- | -------------------- | ----- | ------ |
| TuRu Düsseldorf       | 49 – 36 | Hapoël Ramat Gan     | 24-17 | 25-19  |
| Benfica Lisbonne      | 53 – 44 | SC Gaeta             | 29-19 | 24-25  |
| Politehnica Timișoara | 62 – 33 | Mas Mea-Elveta       | 31-14 | 31-19  |
| Initia Hasselt        | 30 – 29 | Debreceni Dózsa      | 15-11 | 15-18  |
| HC Baník Karviná      | 38 – 24 | HV Tachos Waalwijk   | 22-12 | 16-12  |
| SPE Strovolos Nicosie | 35 – 93 | RK Pelister Bitola   | 15-45 | 20-48  |
| PIF Pargas            | 39 – 62 | Ystads IF            | 24-29 | 15-33  |
| Fredensborg/Ski IL    | 54 – 54 | FH Hafnarfjörður     | 30-25 | 24-29  |
| Margareten Vienne     | 45 – 39 | Red Boys Differdange | 21-16 | 24-23  |

### Huitièmes de finale
Les résultats des huitièmes de finale sont :
| Équipe 1              | Score   | Équipe 2                 | Aller | Retour |
| --------------------- | ------- | ------------------------ | ----- | ------ |
| Ystads IF             | 32 – 60 | ASKV Francfort/Oder      | 21-30 | 11-30  |
| CD Cajamadrid         | 54 – 38 | Initia Hasselt           | 35-13 | 19-25  |
| RK Pelister Bitola    | 50 – 46 | HC Baník Karviná         | 27-20 | 23-26  |
| USM Gagny             | 35 – 41 | Hellerup IK Copenhague   | 18-18 | 17-23  |
| HC Minaur Baia Mare T | 58 – 63 | FH Hafnarfjörður         | 39-31 | 19-32  |
| Politehnica Timișoara | 41 – 35 | TSV St. Otmar Saint-Gall | 21-18 | 20-17  |
| TuRu Düsseldorf       | 31 – 26 | Benfica Lisbonne         | 19-15 | 12-11  |
| Margareten Vienne     | 33 – 46 | SKIF Krasnodar           | 16-20 | 17-26  |

### Quarts de finale
Les résultats des quarts de finale sont :
| Équipe 1               | Score   | Équipe 2              | Aller | Retour |
| ---------------------- | ------- | --------------------- | ----- | ------ |
| TuRu Düsseldorf        | 40 – 32 | Politehnica Timișoara | 22-12 | 18-20  |
| Hellerup IK Copenhague | 47 – 61 | CD Cajamadrid         | 29-27 | 18-34  |
| ASKV Francfort/Oder    | 38 – 35 | RK Pelister Bitola    | 22-13 | 16-22  |
| FH Hafnarfjörður       | 33 – 49 | SKIF Krasnodar        | 14-24 | 19-25  |

### Demi-finales
Les résultats des demi-finales sont :
| Équipe 1       | Score   | Équipe 2            | Aller | Retour |
| -------------- | ------- | ------------------- | ----- | ------ |
| CD Cajamadrid  | 37 – 40 | TuRu Düsseldorf     | 20-16 | 17-24  |
| SKIF Krasnodar | 31 – 32 | ASKV Francfort/Oder | 19-14 | 12-18  |

### Finale
| Équipe 1        | Score   | Équipe 2            | Aller | Retour |
| --------------- | ------- | ------------------- | ----- | ------ |
| TuRu Düsseldorf | 32 – 30 | ASKV Francfort/Oder | 17-12 | 15-18  |